# Verband der Nahrungsmittel- und Getränkearbeiter
Der Verband der Nahrungsmittel- und Getränkearbeiter (VNG) war eine freie Gewerkschaft der Weimarer Republik.

## Geschichte
Der Verband der Nahrungsmittel- und Getränkearbeiter vertrat die Interessen der Bäcker, Konditoren, Böttcher, Brauer, Fleischer und Müller. Sie war im Allgemeinen Deutschen Gewerkschaftsbund organisiert und umfasste etwa 150.000 Mitglieder. Sie gilt als eine Vorläuferorganisation der Gewerkschaft Nahrung-Genuss-Gaststätten. Die Gewerkschaft wurde 1927 gegründet und 1933 durch die Nationalsozialisten aufgelöst.
Der VNG arbeitete jedoch konspirativ weiter und sammelte Nachrichten aus dem Dritten Reich, die sie an die Internationale Organisation der Lebens- und Genussmittelindustrie weiterleitete. Die Gewerkschaft beteiligte sich auch an antifaschistischer Propagandaarbeit und rief zum Boykott der nationalsozialistischen Vertrauenswahlen in den Betrieben auf. Organisiert wurde der antifaschistische Widerstand durch ein Netz von Vertrauensleuten. Im Juli 1935 fand ein geheimes Treffen in Zürich statt, an dem sich die Ortsgruppen von Berlin und Frankfurt am Main beteiligten. Spätestens 1938 waren die Strukturen jedoch zerschlagen.
Nach dem Zweiten Weltkrieg wurde 1949 aus dem Deutschen Tabakarbeiter-Verband, dem Zentralverband der Hotel-, Restaurant- und Caféangestellten sowie dem Verband der Nahrungsmittel- und Getränkearbeiter die Nachfolgeorganisation Gewerkschaft Nahrung-Genuss-Gaststätten gegründet.